# Xoridesopus jonathani
Xoridesopus jonathani är en stekelart som beskrevs av Gupta 1983. Xoridesopus jonathani ingår i släktet Xoridesopus och familjen brokparasitsteklar. Inga underarter finns listade i Catalogue of Life.